# AV-Comparatives
AV-Comparativesはオーストリアにある独立系組織で、ウイルス対策ソフトウェアのテストと評価を行い、一般の人々やメディアが自由に利用できるチャートとレポートを定期的に公開している。また、複数のテスト基準に従ったウイルス対策ソフトウェアの包括的なパフォーマンスに基づいて賞を発行している。テストに参加するためには、ウイルス対策ソフトのメーカーは信頼性と信頼性に関するさまざまな要件を満たしている必要がある。
AV-Comparativesは、インスブルック大学をはじめとする世界中の学術団体、オーストリア政府、チロル州政府の支援を受けている。

## リアルワールドテスト
AV-Comparativesの「リアルワールドテスト」はウイルス対策製品が現実世界のユーザーをどの程度保護できるかを近似したテスト環境であり、3月～6月、8月～11月の期間中に毎月テスト結果が公表される。また、6月と12月には詳細な総合結果レポートが公表される。リアルワールドテストのフレームワークは、Standortagentur Tirolの2012年クラスター賞で計算機科学分野のイノベーションに対して表彰された。

## テスト環境
テストが実施されるのは以下のOSである。
- Microsoft Windows
- macOS
- iOS
- Android
- Linux